# 1912 год в музыке

## События
- 28 февраля — Карл Нильсен представляет в Копенгагене свою Симфонию № 3, а также Концерт для скрипки с оркестром, опус 33[1]
- Март — скрипач и бэндлидер Харт Уэнд публикует блюзовую песню «Dallas Blues», один из первых джазовых стандартов[2]
- 26 июня — премьера Симфонии № 9 Густава Малера в Вене, исполнил Венский филармонический оркестр под управлением Бруно Вальтера[3]
- 16 октября — премьера «Лунного Пьеро» Арнольда Шёнберга в берлинском театре «Choralion-Saal», произведение представляет собой 21 мелодраму для голоса и ансамбля на стихи Альбера Жиро, опус 21[4]
- Уильям Кристофер Хэнди публикует композицию «Memphis Blues», один из первых блюзовых хитов[5]
- Айно Акте основывает оперный фестиваль в Савонлинне, позднее фестиваль станет международным[6]
- В последний раз проводится Бирмингемский фестиваль классической музыки[7]
- Уильям Генри Бэлл становится директором Южноафриканского музыкального колледжа в Кейптауне[8]

## Хиты
- «The Herd Girl’s Dream»
- «Everybody Two Step» Билли Мюррея
- «Roamin’ in the Gloamin’» Гарри Лаудера

## Классическая музыка
- Альбан Берг — пять песен для сопрано и оркестра на тексты Петера Альтенберга, опус 4
- Фрэнк Бридж — фортепианный квинтет
- Ферруччо Бузони — Сонатина № 2
- Джордж Баттерворт — «Шропширский парень»
- Клод Дебюсси — балет «Камма», «Прелюдии», книга 2-я
- Фредерик Делиус — «Песня Высоких холмов», пьеса для малого оркестра «Слушая первую кукушку весною»
- Поль Дюка — балет «Пери»
- Эдуард Элгар — произведение для голоса и хора с оркестром «Творцы музыки», опус 69
- Виктор Эвальд — духовой квинтет № 1
- Александр Глазунов — «Финские зарисовки», опус 89
- Перси Грейнджер — «Handel in the Strand»
- Чарльз Айвз — «Увертюра Роберта Браунинга»
- Леош Яначек — «Дитя бродячего музыканта», баллада для оркестра
- Сергей Прокофьев — концерт для фортепиано с оркестром № 1; концерт для фортепиано с оркестром № 2
- Морис Равель — балет «Дафнис и Хлоя»
- Арнольд Шёнберг — мелодрама «Лунный Пьеро»
- Сирил Скотт — две пассакальи
- Марсель Турнье — «Осенняя прогулка»
- Луи Виктор Жюль Вьерн — симфония для органа № 3 в фа-диез-миноре

## Опера
- Жозеф Ги Мари Ропарц — «Страна»
- Рихард Штраус — «Ариадна на Наксосе»
- Франц Шрекер — «Далёкий звон»
- Феруччо Бузони — «Выбор невесты»
- Вальтер Дамрош — «Голубь мира»

## Родились

### Январь
- 4 января — Георг Вашархей (ум. 2002) — датский пианист венгерского происхождения
- 7 января — Гюнтер Ванд (ум. 2002) — немецкий дирижёр
- 8 января — Аркадий Филиппенко (ум. 1983) — украинский советский композитор
- 11 января — Эмилиано Сулета[исп.] (ум. 2005) — колумбийский композитор, аккордеонист и певец
- 17 января — Ярослав Зих (ум. 2001) — чехословацкий и чешский композитор и музыковед
- 21 января — Исаак Паин (ум. 1999) — советский и американский дирижёр и музыкальный педагог
- 23 января — Анна Клас (ум. 1999) — советская и эстонская пианистка и музыкальный педагог

### Февраль
- 2 февраля — Бёртон Лэйн (ум. 1997) — американский композитор и либреттист
- 11 февраля — Рудольф Фиркушный[англ.] (ум. 1994) — чешско-американский пианист
- 19 февраля — Сол Чаплин[англ.] (ум. 1997) — американский композитор и аранжировщик
- 27 февраля — Элишка Клейнова[чеш.] (ум. 1999) — чешская пианистка и музыкальный педагог

### Март
- 11 марта — Шавье Монтсальватже (ум. 2002) — испанский композитор
- 14 марта — Лес Браун (ум. 2001) — американский джазовый музыкант и бэнд-лидер
- 15 марта — Лайтнин Хопкинс (ум. 1982) — американский блюзовый гитарист, певец и автор-исполнитель
- 22 марта — Марта Мёдль (ум. 2001) — немецкая оперная певица (меццо-сопрано, сопрано)
- 24 марта — Сари Биро[англ.] (ум. 1990) — венгерская пианистка
- 27 марта — Роберт Хьюз[англ.] (ум. 2007) — австралийский композитор шотландского происхождения
- 29 марта — Авак Петросян (ум. 2000) — советский и армянский оперный и камерный певец (лирико-драматический тенор)
- 30 марта — Ольга Левашёва (ум. 2000) — советский и российский музыковед и педагог

### Апрель
- 2 апреля — Герберт Миллс (ум. 1989) — американский певец, вокалист группы The Mills Brothers
- 3 апреля — Франц Самохил (ум. 1999) — австрийский скрипач, альтист и музыкальный педагог
- 5 апреля — Карлос Гуаставино (ум. 2000) — аргентинский композитор и пианист
- 6 апреля — Юргис Карнавичюс (ум. 2001) — советский и литовский пианист и музыкальный педагог
- 7 апреля — Джек Лоуренс[англ.] (ум. 2009) — американский автор песен и композитор
- 17 апреля — Марта Эггерт (ум. 2013) — венгерская и американская певица оперетты и киноактриса
- 22 апреля — Кэтлин Ферриер (ум. 1953) — британская оперная певица (контральто)
- 23 апреля — Андре Юррес (ум. 2001) — нидерландский пианист, музыкальный педагог и музыкальный деятель
- 24 апреля — Ренато Челлини[итал.] (ум. 1967) — итальянский дирижёр
- 30 апреля
  - Сабольч Феньеш (ум. 1986) — венгерский композитор
  - Карл Эльбергер (ум. 2001) — австрийский фаготист и музыкальный педагог

### Май
- 2 мая — Александрос Ксенос (ум. 1995) — греческий композитор
- 3 мая — Вирджил Фокс (ум. 1980) — американский органист
- 10 мая — Адриан Эшбахер (ум. 2002) — швейцарский пианист
- 13 мая — Гил Эванс (ум. 1988) — канадский и американский руководитель оркестра, композитор и аранжировщик
- 18 мая — Перри Комо (ум. 2001) — американский певец и актёр
- 23 мая
  - Уильям Ваччиано[англ.] (ум. 2005) — американский трубач
  - Жан Франсе (ум. 1997) — французский композитор, хореограф и пианист
- 31 мая — Альфред Деллер (ум. 1979) — британский оперный певец (контратенор)

### Июнь
- 5 июня — Ханс Шторк (ум. 2000) — немецкий дирижёр
- 6 июня
  - Сигэо Кисибэ (ум. 2005) — японский музыковед и педагог
  - Роберт Левин[норв.] (ум. 1996) — норвежский пианист и композитор
- 9 июня
  - Бадди Фейн[англ.] (ум. 1998) — американский поэт и композитор
  - Эдгар Эванс[англ.] (ум. 2007) — валлийский оперный певец (тенор)
- 17 июня — Дон Гиллис[англ.] (ум. 1978) — американский дирижёр и композитор
- 28 июня — Элеазар де Карвалью (ум. 1996) — бразильский дирижёр и композитор

### Июль
- 4 июля
  - Сиркка Рикка (ум. 2002) — советская и финская певица
  - Фриц Шульц-Райхель[нем.] (ум. 1990) — немецкий джазовый пианист
- 5 июля — Мэк Дэвид[англ.] (ум. 1993) — американский автор песен
- 14 июля
  - Вуди Гатри (ум. 1967) — американский певец, музыкант и автор песен
  - Магда Ласло (ум. 2002) — венгерская оперная певица (меццо-сопрано)
- 17 июля — Айрин Мэннинг[англ.] (ум. 2004) — американская актриса и певица
- 27 июля — Игорь Маркевич (ум. 1983) ― итальянский и французский дирижёр и композитор украинского происхождения

### Август
- 6 августа — Марина Кошиц (ум. 2000) — американская оперная певица (меццо-сопрано) и актриса русского происхождения
- 9 августа — Энн Браун (ум. 2009) — американская оперная певица (сопрано)
- 13 августа — Франческо Альбанезе[итал.] (ум. 2005) — итальянский оперный певец (тенор)
- 20 августа — Ниязи Тагизаде-Гаджибеков (ум. 1984) — советский азербайджанский дирижёр и композитор
- 21 августа — Наталия Дудинская (ум. 2003) — советская и российская балерина
- 23 августа — Джин Келли (ум. 1996) — американский танцор, певец и актёр
- 27 августа — Лео Маржан (ум. 2016) — французская певица

### Сентябрь
- 5 сентября
  - Джон Кейдж (ум. 1992) — американский композитор
  - Герман Тальмре (ум. 1999) ― советский и эстонский гобоист
- 19 сентября — Курт Зандерлинг (ум. 2011) — немецкий дирижёр
- 26 сентября — Рене Холл[англ.] (ум. 1988) — американский гитарист и аранжировщик
- 30 сентября — Кенни Бейкер[англ.] (ум. 1985) — американский певец и актёр

### Октябрь
- 4 октября — Альфонсо Летельер Льона (ум. 1994) — чилийский композитор и педагог
- 7 октября
  - Джозеф Купер[англ.] (ум. 2001) — британский пианист и радиоведущий
  - Вильмош Татраи (ум. 1999) — венгерский скрипач
- 9 октября — Гельмут Ролоф (ум. 2001) — немецкий пианист и музыкальный педагог
- 15 октября — Нелли Латчер[англ.] (ум. 2007) — американская джазовая певица и пианистка
- 21 октября
  - Дон Байэс[англ.] (ум. 1972) — американский джазовый саксофонист
  - Георг Шолти (ум. 1997) — венгерский и английский дирижёр
- 24 октября — Питер Геллхорн[англ.] (ум. 2004) — немецкий и британский пианист, дирижёр и композитор
- 27 октября — Конлон Нанкарроу (ум. 1997) — американский и мексиканский композитор-экспериментатор
- 31 октября — Дейл Эванс (ум. 2001) — американская актриса, певица и автор песен

### Ноябрь
- 4 ноября — Вадим Салманов (ум. 1978) — советский композитор
- 6 ноября — Кинг Колакс[англ.] (ум. 1991) — американский джазовый трубач
- 11 ноября — Ларри Лапрайз[англ.] (ум. 1996) — американский музыкант и автор песен
- 18 ноября — Джимми Суон[англ.] (ум. 1995) — американский кантри-музыкант
- 21 ноября — Элинор Пауэлл (ум. 1982) — американская актриса и танцовщица
- 22 ноября — Чик Хендерсон[англ.] (ум. 1944) — британский певец
- 29 ноября — Виола Смит (ум. 2020) — американская джазовая барабанщица
- 30 ноября — Уго дель Карриль (ум. 1989) — аргентинский кинорежиссёр, продюсер, сценарист, актёр и певец

### Декабрь
- 7 декабря — Дэниел Джонс (ум. 1993) — британский валлийский композитор
- 10 декабря — Ирвинг Фазола[англ.] (ум. 1949) — американский джазовый кларнетист
- 13 декабря — Луис Гонзага (ум. 1989) — бразильский певец, музыкант и поэт
- 21 декабря — Брита Аппельгрен (ум. 1999) — шведская балерина и киноактриса
- 23 декабря — Йозеф Грайндль (ум. 1993) — немецкий оперный певец (бас)
- 24 декабря — Наталино Отто[итал.] (ум. 1969) — итальянский певец
- 28 декабря — Юрий Левитин (ум. 1993) — советский композитор
- 30 декабря — Розина Лоуренс[англ.] (ум. 1997) — британско-канадская актриса, певица и танцовщица

### Без точной даты
- Лоис Уонн (ум. 1999) — американская гобоистка

## Скончались

### Январь
- 3 января — Харальд Шарфф[дат.] (75) — датский балетный танцор
- 18 января — Герман Винкельман (62) — немецкий оперный певец (тенор)
- 30 января — Флоренс Сент-Джон[англ.] (56) — британская певица и актриса

### Февраль
- 1 февраля — Хуго Бусмайер (69) — бразильский пианист и композитор немецкого происхождения

### Март
- 1 марта — Джордж Гроссмит[англ.] (64) — британский комедиант, писатель, композитор, актёр и певец
- 17 марта — Доменико Мустафа[итал.] (82) — итальянский певец-кастрат и композитор
- 27 марта — Карл Венер (74) — немецкий флейтист и музыкальный педагог
- 30 марта — Лина Раман (78) — немецкий музыкальный педагог и музыкальный критик, автор биографии Ференца Листа

### Апрель
- 2 апреля — Августа фон Мюллер[нем.] (64) — немецкая оперная певица (меццо-сопрано) и актриса
- 15 апреля
  - Роже Мари Брику (20) — французский виолончелист
  - Уоллес Хартли (33) — британский скрипач, руководитель оркестра «Титаника»
- 30 апреля — Франтишек Кмох[чеш.] (63) — чешский дирижёр и композитор

### Май
- 18 мая — Янис Бетиньш (82) — русский и латвийский дирижёр, органист и музыкальный педагог
- 26 мая — Ян Блокс (61) — бельгийский композитор и дирижёр

### Июнь
- 6 июня — Джулио Рикорди (71) — итальянский музыкальный издатель

### Июль
- 13 июля — Степан Брыкин (50) — русский оперный певец (лирический баритон), антрепренёр и вокальный педагог
- 21 июля — Антонио Маджини-Колетти[итал.] (57) — итальянский оперный певец (баритон)

### Август
- 13 августа — Жюль Массне (70) — французский композитор
- 14 августа — Мэрион Худ[англ.] (58) — британская оперная певица (сопрано)
- 30 августа — Элеонора Эхренбергова[чеш.] (79) — чешская оперная певица (сопрано)

### Сентябрь
- 1 сентября — Сэмюэл Кольридж-Тейлор (37) — британский композитор, пианист и дирижёр

### Октябрь
- 1 октября — Фрэнсис Эллитсен[англ.] (63) — британский композитор
- 15 октября — Макс Спикер[англ.] (54) — немецкий и американский органист, дирижёр и композитор
- 19 октября — Ричард Темпл[англ.] (66) — британский оперный певец (бас-баритон), актёр и режиссёр
- 30 октября — Ян Галл (56) — польский композитор, дирижёр и музыкальный педагог

### Ноябрь
- 6 ноября — Николай Лысенко (70) — украинский пианист, композитор и дирижёр
- 10 ноября — Риккардо Антониацци[итал.] (58) — итальянский изготовитель скрипок
- 11 ноября — Юзеф Венявский (75) — польский пианист, композитор и музыкальный педагог

### Декабрь
- 2 декабря — Отис Бардуэлл Бойз (68) — американский композитор, органист и музыкальный педагог
- 15 декабря — Франтишек Симандль[чеш.] (72) — чешский контрабасист и педагог
- 28 декабря — Николай Белобородов (84) — русский гармонист, музыкальный педагог, дирижёр и аранжировщик

### Без точной даты
- Актан Керейулы (61/62) — казахский акын
- Николай Безобразов (63/64) — русский балетный критик
- Полин Бёрнс (39/40) — американская художница и пианистка
- Будабай Кабылулы (69/70) — казахский акын
- Эдуардо Коррочио[англ.] (42/43) — испанский танцор
- Эмма Сихофер[нем.] (?) — немецкая оперная певица (контральто)